# Rugby Club I Cavalieri
Il Rugby Club I Cavalieri fu una franchigia italiana di rugby a 15 di Prato.
Fondato nel 2000 dall'unione delle prime squadre di tre società cittadine, il club militò in prima divisione nazionale dalla stagione 2009-10 a quella 2014-15, raggiungendo le finali scudetto nel 2012 e nel 2013.
Durante il periodo d'attività, la squadra disputò le proprie gare interne allo stadio Enrico Chersoni di Iolo, frazione del comune di Prato; mentre, la sede sociale era situata in via Didaco Bessi presso il civico numero 5.

## Storia
La franchigia nasce nel 2000 dal progetto del fiduciario provinciale FIR Pasquale Petrella, che riesce nell'intento di unire le forze delle tre società pratesi: i Sorci Verdi, prima squadra pratese di rugby, fondata nel 1958, che ha poi preso il nome di S.S. Rugby Prato; il Rugby Iolo e il Gispi Rugby Prato.
La nuova società nasce con il nome di Rugby Club I Cavalieri ASD, iscrivendosi al campionato di serie B.
Al termine della stagione 2001-02 il club centra la promozione in serie A, rimanendovi per sette stagioni. Nel 2006-07 disputa la finale promozione, venendo sconfitta per 13 a 10 dal Veneziamestre allo stadio Zaffanella di Viadana.
Due stagioni più tardi, al termine di quella 2008-09, I Cavalieri si laureano Campioni d'Italia di serie A battendo in finale L’Aquila allo stadio Flaminio dopo i tempi supplementari, grazie a un calcio piazzato di Kris Burton.La squadra viene promossa e dalla stagione successiva disputa il Super 10.
Alla prima esperienza in massima serie la squadra li classifica al 5º posto al termine della stagione regolare, mancando di un soffio l'accesso ai play-off, ma qualificandosi per l'European Challenge Cup 2010-2011.
La stagione successiva, con la riforma dei campionati e l'entrata di Aironi e Benetton in Celtic League, la squadra disputa il campionato di Eccellenza, dove si classifica seconda al termine della regular season, centrando così le semifinali.  Contro il Petrarca è costretta ad arrendersi sia in casa che in trasferta con i rispettivi punteggi di 5-6 e 24-31. Tuttavia, arriva uno storico successo in Challenge Cup: nella prima giornata d'esordio, I Cavalieri si impongono 23 a 21 contro Connacht tra le mura amiche dello stadio Lungobisenzio.
Nel 2011-12 I Cavalieri disputano una stagione sopra le righe, classificandosi seconda nonostante i 4 punti di penalizzazione decretati dal giudice sportivo. In semifinale supera nel doppio confronto il Mogliano, qualificandosi per le finali scudetto, dove cede al Calvisano sia al Chersoni sia al San Michele, con i rispettivi punteggi di 22-27 e 14-16.
Un anno dopo il Rugby Club I Cavalieri recita lo stesso copione della stagione precedente, accedendo alla finale scudetto dopo essersi sbarazzata del Calvisano Campione d'Italia in carica nelle semifinali, grazie alla netta vittoria casalinga per 24 a 6.
In finale incontra il Mogliano, club eliminato l'anno prima ai play-off, allo stadio Chersoni. Ancora una volta I Cavalieri sono costretti a cedere col punteggio di 11-16, al termine di una partita caratterizzata da un finale palpitante, con l'ultima meta non assegnata ai pratesi solo grazie all'utilizzo del TMO (Television Match Official – durante partite di rugby ha il compito di verificare se un'azione in area di meta ha portato o meno ad una segnatura valida).
In European Challenge Cup non riesce ad imporsi in nessun incontro, nonostante alcune buone prestazioni nei match contro Stade français e London Welsh, quest'ultimo sfumato di un solo punto: 31-32 il risultato finale in favore degli inglesi.
Nella stagione 2013-14 I Cavalieri si classificano in quinta posizione, senza accedere ai play-off. In Challenge Cup superano sia in casa che in trasferta la formazione dei Lusitanos XV, una selezione federale portoghese creata appositamente per partecipare alla competizione, con i punteggi di 40-22 e 30-19. Ancora una volta i pratesi sfiorano l'impresa di battere un club blasonato come lo Stade français: al Chersoni, i padroni di casa conducono il match fino all'80', quando una meta dei francesi fa sfumare la vittoria; 16-17 il risultato finale.
A causa di problemi economici e societari, la travagliata stagione 2014-15 si concluse con l'ultimo posto in classifica e la conseguente retrocessione in serie A. Il Firenze 1931, retrocesso anch'esso dalla serie A alla serie B, ne acquisì il titolo sportivo e poté quindi mantenere la categoria superiore. Successivamente il presidente del club, Fabrizio Tonfoni decise, assieme ai vertici societari del Firenze, di procedere ad una fusione fra i club, con lo scopo di creare una squadra più competitiva nel campionato di serie A. La squadra neonata prese il nome di Rugby Club I Medicei, con sede a Firenze nello stesso impianto sportivo dell'ormai ex Firenze Rugby 1931.

## Cronologia
| Cronistoria del Rugby Club I Cavalieri |
| --- |
| - 2000 · Fondazione della franchigia Rugby Club I Cavalieri - 2000-01 · 2ª serie B - 2001-02 · 1ª serie B promozione in serie A - 2002-03 · 3ª serie A - 2003-04 · 3º girone B serie A - 2004-05 · 5º girone B serie A - 2005-06 · 2º girone B serie A (sconfitta semifinale promozione) - 2006-07 · 2º girone A serie A (sconfitta semifinale promozione) - 2007-08 · 2ª serie A1 (sconfitta semifinale promozione) - 2008-09 · 1ª serie A1 promozione in Super 10 - 2009-10 · 5º Super 10 - 2010-11 · 2ª Eccellenza (sconfitta semifinale scudetto) - 2011-12 · 2ª Eccellenza (sconfitta finale scudetto) - 2012-13 · 3ª Eccellenza (sconfitta finale scudetto) - 2013-14 · 5ª Eccellenza - 2014-15 · 10ª Eccellenza retrocessione in serie A - 2015 · Scioglimento e cessione del titolo sportivo al Firenze 1931 |

## Allenatori e presidenti
- 2000-2006  Guglielmo Prima
- 2006-2011  Andrea De Rossi e  Fabio Gaetaniello
- 2011-2013  Andrea De Rossi e  Filippo Frati
- 2013-2014  Carlo Pratichetti
- 2014  Jean-Luc Sans
- 2014-2015  Alejandro Moreno

- 2000-2006  Paolo Bruni
- 2006-2008  Sergio Pazzi
- 2008-2015  Fabrizio Tonfoni

## Palmarès
- Campionati italiani di Serie A: 1
2008-09

## Stagioni
Le stagioni sportive del club si riferiscono ai soli campionati maggiori professionistici di Lega.

## Giocatori di rilievo
Di seguito elencati i giocatori di maggiore rilievo internazionale che vestirono la maglia della Società pratese:
- Nifo Nifo
- George Fabio Biagi
- Gabriel Bocca
- Riccardo Bocchino
- Kris Burton
- Paul Derbyshire
- Andrea De Rossi
- Manuel Díaz
- Alessio Galante
- Edoardo Gori
- Clemens von Grumbkow
- Uili Kolo'ofai
- Guillermo Roan
- Michele Sepe
- Marko Stanojevic
- Cherif Traorè
- Lisandro Villagra
- Rima Wakarua
- Bryan Young
- Benassai Lapo